# Bridget Redmond

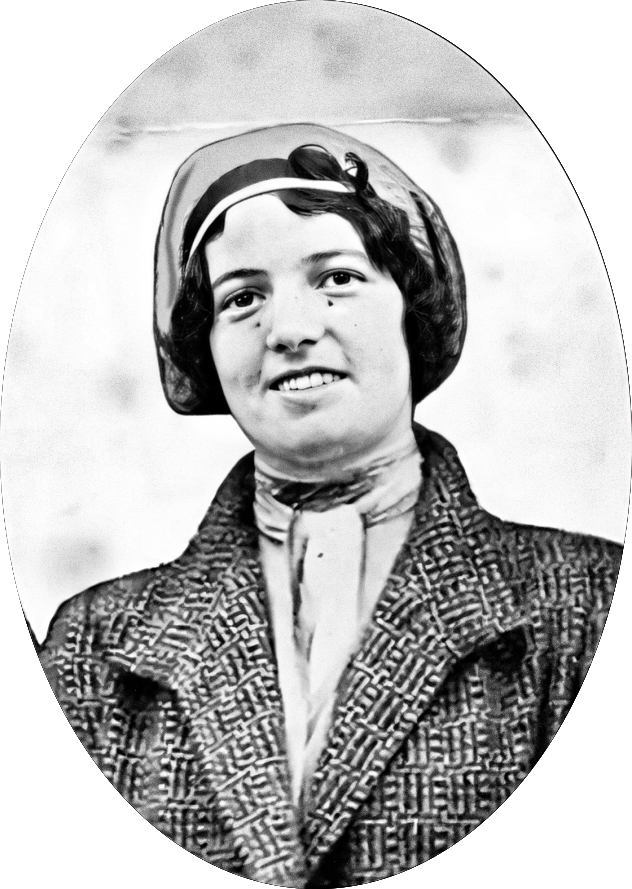
Bridget Redmond (1930er Jahre)

Bridget Mary „Tiny“ Redmond (geborene Bridget Mary Mallick, * 30. Oktober 1904 in Curragh, County Kildare, Irland; † 3. Mai 1952 im County Kildare) war eine irische Politikerin der Fine Gael. Sie war von 1933 bis zu ihrem Tod 1952 Teachta Dála (Abgeordnete) im Dáil Éireann, dem Unterhaus des irischen Parlaments (Oireachtas).

## Biografie
Bridget heiratete William Redmond, einen Captain der irischen Streitkräfte und Sohn von John Redmond, 1930. Sie unterstützte ihren Ehemann bei seiner politischen Arbeit als Mitglied der National League. Als die National League 1931 aufgelöst wurde, trat Redmond zur Cumann na nGaedheal über. Als William Redmond 1932 starb, trat Bridget Redmond bei den Wahlen 1933 an und wurde für die Cumann na nGaedheal im Wahlkreis Waterford in den Dáil gewählt. Mit dem Zusammenschluss zur Fine Gael trat auch Bridget Redmond über.
Sie konnte ihren Sitz bei allen Wahlen bis zu ihrem Tod 1952 halten.
Sie gehörte zu den wichtigen Vertretern der Blueshirts, die eine gewisse Nähe zu den faschistischen Organisationen Kontinentaleuropas aufwiesen, in Waterford.

## Quell
- Eintrag auf der Homepage des Oireachtas